# Lijst van voetbalinterlands Brazilië - Kameroen (vrouwen)
Deze lijst van voetbalinterlands is een overzicht van alle officiële voetbalinterlands tussen de nationale vrouwenteams van Brazilië en Kameroen. De landen hebben tot nu toe één keer tegen elkaar gespeeld.

## Wedstrijden
| № | Plaats  | Datum        | Competitie             | Wedstrijd           | Uitslag |
| - | ------- | ------------ | ---------------------- | ------------------- | ------- |
| 1 | Cardiff | 25 juli 2012 | Olympische Spelen 2012 | Kameroen − Brazilië | 0 − 5   |

## Samenvatting
| Competitie        | Totaal gespeeld | Winst Brazilië | Gelijk | Winst Kameroen | Doelsaldo Brazilië – Kameroen |
| ----------------- | --------------- | -------------- | ------ | -------------- | ----------------------------- |
| Olympische Spelen | 1               | 1              | 0      | 0              | 5 − 0                         |
| Totaal            | 1               | 1              | 0      | 0              | 5 − 0                         |